# George Henry Hamilton Tate
George Henry Hamilton Tate (Londra, 30 aprile 1894 – 24 dicembre 1953) è stato uno zoologo e botanico statunitense di origine inglese.
Lavorò a lungo come mammalogo all'American Museum of Natural History di New York.
Nacque a Londra e durante la seconda guerra mondiale guidò una spedizione in Brasile per conto della American Rubber Development Corporation. Scrisse vari libri, compresi alcuni sugli opossum murini del Sudamerica o sui mammiferi del Pacifico e dell'Asia orientale.
| G.H.Tate è l'abbreviazione standard utilizzata per le piante descritte da George Henry Hamilton Tate. Consulta l'elenco delle piante assegnate a questo autore dall'IPNI. |